# 東海ハイウェイ
東海ハイウェイ（とうかいハイウェイ）は、東海ラジオの平日昼の時間帯で、1960年4月2日から1977年4月1日まで放送されたワイドラジオ番組である。

## 概要
東海ラジオ開局の翌日に放送開始。同局の平日昼ワイドの基礎を築いた番組である。放送を開始した1960年から1973年までは、主にリクエストによる音楽を基調とし、その合間、随所に実用性のある各種情報を盛り込んでいくという内容であり、放送開始当初の頃は『ポストメロディー』『東海ダイヤル』『ミュージックドライブ』の3部で構成されていた。
番組タイトルは、最初「東海ハイウェイ」、1966年から「東海ハイウエー」と若干の変更があった。最初は月曜日から土曜日までの放送だったが、1969年4月から土曜日の枠が「サタデー東海」として独立したため、金曜日までの放送となる。 
1973年4月に「所々社会風刺を効かせるなどのユーモラスな喋りを基調として、リスナー参加の機会も広げていこう」といったコンセプトの元でそれまでのスタイルを一変し、タイトルも「東海ハイウェイ あなた出番です」に変更。パーソナリティにも東京、大阪から落語家、芸人、タレントなどを招聘し起用する方針となった。なお、東京から招聘したタレントの方が多かった。1974年10月からは再びタイトルが「東海ハイウエー」に戻る。これ以降は日替わりパーソナリティで、それぞれの曜日には『（パーソナリティ名）の○○○ワイド』というサブタイトルが付いていたことが多かった。

## 放送時間
- 月曜日〜土曜日 14:00〜16:45（1960年当時）
- 月曜日〜土曜日 13:00〜16:45（1963年当時）
- 月曜日〜土曜日 13:00〜17:00（1966年〜1968年当時）
- 月曜日〜金曜日 12:35〜17:30（1969年4月〜1974年9月）
- 月曜日〜金曜日 12:35〜17:00（1974年10月〜1977年4月1日）

## パーソナリティ
1973年4月以降
- 古今亭志ん朝（月曜日、1973年4月〜1973年9月）
- 三遊亭圓窓（火曜日、1973年4月〜1974年9月）
- 柳家つばめ（水曜日、1973年4月〜1974年3月）
- 末広真樹子（木曜日、1973年4月〜1973年9月）
- 藤村有弘（金曜日、1973年4月〜1974年3月）
- 青空はるお（月曜日、1974年4月〜1975年9月）-『はるおのさわやかワイド』
- 堺すすむ（水曜日、1974年4月〜1974年9月）
- 長沢純（木曜日、1973年10月〜1974年9月）
- 青空うれし（金曜日、1974年4月〜1974年9月）
- 牧伸二（火曜日、1974年10月〜1977年3月29日）-『マキシンのおとぼけワイド』
- 古今亭志ん駒（水曜日、1974年10月〜1977年3月30日）-『志ん駒のほがらかワイド』
- 若井はんじ・けんじ（木曜日、1974年10月〜1975年9月）-『はん・けんのお笑いワイド』
- 鈴木やすし（金曜日、1974年10月〜1975年9月）-『やすしのはりきりワイド』
- 泉ピン子（月曜日、1975年10月〜1976年3月）
- 加東康一（木曜日、1975年10月〜1977年3月31日）-『加東康一のうわさのワイド』
- 若井けんじ（金曜日、1975年10月〜1977年4月1日）-『けんじのお笑いワイド』
- 玉川良一（月曜日、1976年4月〜1976年9月）
- 古今亭志ん三（月曜日、1976年10月〜1977年3月28日）
- 月の家円鏡

## タイムテーブル (1960年〜1973年)
（出典：）
1960年
- 14:00「ポストメロディー」
- 14:15 - 駅の窓口・行楽地案内
- 14:30 - 三分ニュース
- 14:45 - プレイガイド
- 14:57 - 三分ニュース
- 15:00「東海ダイヤル」
- 15:15 - 今日のスポーツ
- 15:30 - 三分ニュース
- 15:45 - 警察メモ
- 15:57 - 三分ニュース
- 16:00「ミュージックドライブ」
- 16:15 - 天気予報
- 16:30 - 三分ニュース

1963年
- 13:00「ポストメロディー」
- 13:05 - 花だより
- 13:15 - プロ野球占い
- 13:25 - 三分ニュース
- 13:30 - 料理メモ
- 13:45 - 旅行メモ
- 13:55 - 三分ニュース
- 14:05 - くらしの手帳
- 14:15 - 今日のメモ
- 14:25 - 三分ニュース
- 14:35 - 電化メモ
- 14:45 - プレイガイド
- 14:55 - 三分ニュース
- 15:00「東海ダイヤル」
- 15:05 - 奥様メモ
- 15:15 - 警察メモ
- 15:25 - 三分ニュース
- 15:55 - 三分ニュース
- 16:00「ミュージックドライブ」
- 16:00 - 新譜紹介
- 16:05 - 今日の人気歌手
- 16:15 - いすゞハイウェイダイヤル

1966年〜1969年
（※12時台は1969年4月から）
- 12:35 - オープニング
- 12:39 - 天気予報・交通情報
- 12:44 - 交通取締りニュース
- 12:50 - トヨタ・ミュージック・ネットワーク 歌謡曲でいこう
- 13:00「ポストメロディー」
- 13:05 - 交通取締りニュース
- 13:15 - ドライブガイド（1966年）
  - ウエディングコーナー（月水金・1968年）、ドライブガイド（火木土・1968年）
  - モシモシインタビュー（月水金・1969年）、ドライブガイド（火木・1969年）
- 13:25 - 今日のこよみ（1966年〜1968年）
  - 今日のこよみ（月〜木・1969年）、医学ノート（金・1969年）
- 13:35 - 料理メモ（1966年〜1968年）→ ウエディングコーナー（1969年）
- 13:45 - 旅行メモ
- 13:55 - ニュース
- 14:05 - 奥様ダイアリー
- 14:15 - 今日のメモ（月〜木）、行楽地案内（金土 → 金）
- 14:25 - コニーカーコント
- 14:35 - 電化メモ（月水金・1966年）、生活のしおり（火木土・1966年）
  - ドライバー金言集 → ドライバー情報（1968年〜1969年）
- 14:45 - プレイガイド（1966年）→ 電化メモ（1968年〜）
- 14:55 - ニュース
- 15:00「東海ダイヤル」
- 15:00 - エリーゼ ラッキーサロン
- 15:05 - 奥様メモ
- 15:15 - ラジオパトロール
- 15:25 - 交通情報（1966年）→ ハイダッシュドライバーコーナー（1968年〜）
- 15:35 - プロ野球アラカルト（月水金・1966年）、園芸ノート（火木・1966年）、奥さまメモ（土・1966年）
  - 住まいのしおり（月水金・1968年）、チャームレーダー（火木・1968年）、奥さまメモ（土・1968年）
  - 行楽地案内（月水金・1969年）、ファッションルーム（火木・1969年）
- 15:45 - コニ―カーコント
- 15:55 - ニュース
- 16:00「ミュージックドライブ」
- 16:00 - キクチ・ミュージックプレゼント
- 16:05 - マナーアラカルト（1966年）→ ドライバー金言集（1968年）→ ドライブ百科（1969年）
- 16:15 - 交通情報
- 16:25 - コニ―カーコント
- 16:30 - 志ん朝ミュージックスタンド（1966年）→ スクリーンミュージック（1968年）→ ご存じ日本語（月水金・1969年）、交通事故情報（火木・1969年）
- 16:40 - ミュージックライン（1966年）→ ダリヤ理髪店クイズ（1968年〜）
- 16:45 - 交通取締りニュース
- 16:50 - ニュース・天気予報
- 16:55 - THKからのお知らせ（1966年）→ ドライバーノート（1968年〜）
- 16:57 - 交通情報

（※17時台は1969年4月から）
- 17:00 - 玉置宏の歌謡情報
- 17:10 - 盗難車ニュース
- 17:15 - 交通事故情報（月水金）、ミニミニ落語（火木）
- 17:20 - ユーズドカーニュース
- 17:25 - ポリドール 歌の小箱

## 主なコーナー
（出典：）
1973年4月以降
- パーソナリティ出番です
- 今日の特集
- あなたが選ぶ歌謡曲
- ヒット歌謡速報
- お好みヒットメロディー
- あなたならどうする
- 私の町から
- レジャー作戦
- こんにちは名古屋市です（火曜日・木曜日）
- キクチ・ミュージックプレゼント
- 街角からのリクエスト
- わが家で選んだベスト3
- 想い出のうた
- リクエスト合戦男性対女性
- 電話歌合戦
- ラジオパトロール
- こんにちは愛知県です
- アイデア買います
- 会場クイズ1・2・3
- 夕刊みてます
- アイシンワーナー（現:アイシン）・ドライブメモ
- 青空ほしおの飛び込みマイク[7]
- クイズ十番勝負[8]
- これだけはいいたい[8]
- ふるさとの民話（牧伸二）[8]
- 落語一席（古今亭志ん駒）[8]
- はん・けんの野次馬談戦（若井はんじ・けんじ）[8]
- 思い出のポピュラーアルバム（鈴木やすし）[8]